# Лапоткова
Лапоткова — деревня в Гаринском городском округе Свердловской области России. Автомобильное сообщение отсутствует.

## Географическое положение
Деревня Лапоткова муниципального образования «Гаринский городской округ» расположена в 59 километрах к востоку от посёлка Гари, в лесной местности на левом берегу реки  Тавда, в 2 километрах ниже устья левого притока реки Арья. Автомобильное сообщение с деревней отсутствует, а водное сообщение проходит по реке Тавда.

## Экономика
В деревне были расположены учреждения АБ-239/6 и АБ-239/13 ГУИН. 

## Население
| 2002 | 2010 | 2021 |
| ---- | ---- | ---- |
| 39   | ↘4   | ↘1   |